# شاهپکار وانک
شاهپکار وانک (ارمنی: Շահփեքարի վանք؛ انگلیسی: Shahpekar) یک صومعه متعلق به کلیسای حواری ارمنی واقع در شهر [[]]، [[]] جمهوری آذربایجان می‌باشد. ساخت و ساز این ساختمان در سال  میلادی؛ به پایان رسید. این بنا به سبک معماری ارمنی طراحی شده‌است.